# 2009 DD45
2009 DD45 ist ein etwa 35 Meter großer Asteroid, der am 2. März 2009 die Erde in einer Entfernung von rund 72.000 Kilometern passierte. Die kürzeste Erdentfernung erreichte er am 2. März um 13:40 UTC.
Der Asteroid war erste wenige Tage zuvor von Robert McNaught vom Siding Spring Survey in Australien entdeckt worden.